# Alphonse Périn
Alphonse Henri Périn, född den 12 maj 1798 i Reims, död den 6 oktober 1874 i Paris, var en fransk målare. Han var son till Lié Louis Périn.
Périn var lärjunge till Guérin och begav sig 1830 till Italien, där han fullbordade sina studier. Han var en omsorgsfull målare och tillhörde samma stränga riktning som Orsel, med vilken han samarbetade i kyrkan Notre Dame de Lorette i Paris. Det arbete han där (1832–1852) utförde i sakramentskapellet (Chapelle de l'eucharistie) är hans främsta verk. I stilen 
höll han sig till de florentinska målare, som omedelbart föregick Rafael. Därtill kommer en viss gåtfullhet i innehållet, på grund av att han inte endast hållit sig till Nya Testamentet, utan även ur kyrkofäderna hämtat symboliska antydningar beträffande nattvarden, vilka han försökt ge konstnärlig form. Huvudbilden är Nattvarden (i ett bågfält); vidare märks i kupolen Den uppståndne och dömande Kristus samt i svicklarna under kupolen fyra huvudmoment ur Kristi liv, symboliserande de tre kristliga dygderna (tron, kärleken och hoppet), till vilka Périn som den fjärde lagt kraften.